# San-Isidro-Bewegung
Die San-Isidro-Bewegung (spanisch: Movimiento San Isidro, abgekürzt MSI) ist eine politische Bewegung von kubanischen Intellektuellen und Künstlern unterschiedlichster Genres gegen Zensur, für Künstlerische Freiheit und freie Meinungsäußerung. Sie hat ihren Hauptsitz im gleichnamigen Stadtviertel in Habana Vieja der kubanischen Hauptstadt Havanna, im Haus des Mitbegründers Luis Manuel Otero Alcántara.
Die Bewegung entstand im Jahr 2018 als Reaktion auf ein neues Gesetz, das sogenannte Gesetz 349 (spanisch: Ley 349), was jegliche öffentliche und private Auftritte und Ausstellungen von Künstlern in Kuba unter einen Genehmigungsvorbehalt stellt.
Größere internationale Bekanntheit bekam die Bewegung im November 2020, als der Rapper Denis Solís verhaftet wurde und mehrere Mitglieder der Bewegung daraufhin in den Hungerstreik traten.
Kubas Regierung bezeichnet die Bewegung als „antikubanische Show“.

## Geschichte
Die San-Isidro-Bewegung gründete sich im Jahr 2018, um gegen die Verfolgung von regimekritischen Künstlern durch die kubanischen Sicherheitsbehörden zu protestieren.
Vorausgegangen war unter anderem die Festnahme des Rappers Denis Solís González im Jahr 2016. Grund war die Beschlagnahme seines Fahrradtaxis durch die Polizei und damit Entzug seines Lebensunterhalts. Seinen erlernten Beruf als Krankenpfleger hängte er schnell wegen zu schlechter Bezahlung an den Nagel. Gegen die Beschlagnahmung protestierte Solís öffentlich mit einem Plakat mit der Aufschrift: „Die Behörden haben mir mein Fahrradtaxi weggenommen, von dem ich lebe. Es reicht!“. Dafür musste er für zwei Monate ins Gefängnis. Damit begann Solís’ „Karriere“ als „Oppositioneller“. Fortan entwickelte er sich komplett zu einem Antikommunisten, drückte bei jeder sich bietenden Gelegenheit seine Ablehnung gegen das Regime aus und erklärte seine Unterstützung für Donald Trump, der während dessen ersten Präsidentschaft einen harten Kurs gegenüber Kuba fuhr und das erst kürzlich von Barack Obama gelockerte Embargo wieder verschärfte. Am 6. November 2020 betrat plötzlich ein Polizist, ohne sich auszuweisen, seine Wohnung, was auch in Kuba illegal ist. Solís begann daraufhin diesen Vorgang zu filmen und live auf Facebook zu streamen. Solís wurde zunehmend ungehalten und bezeichnete den Polizisten als „Feigling in Uniform“ und „Schwuchtel“. Kurz darauf wurde er verhaftet und im Schnellverfahren wegen Beamtenbeleidigung zu acht Monaten Haft verurteilt. Am 18. November 2020 traten mehrere Künstler, darunter der Performance-Künstler Luís Manuel Otero, in einen Hungerstreik.
Am Morgen des 27. November 2020 kam es vor dem kubanischen Kulturministerium im Stadtteil Vedado der kubanischen Hauptstadt zu einer Demonstration von zunächst rund 20 meist jüngeren Künstlern. Im Laufe des Tages wuchs die Anzahl der aktiven Teilnehmer auf rund 200 an. Darunter waren auch zahlreiche Prominente, wie der Schauspieler Jorge Perugorria von Erdbeer und Schokolade oder der Filmemacher Fernando Pérez. Sie wurden mit Applaus von den zahlreichen Schaulustigen begrüßt. Die Anwesenheit des kurz zuvor aus den USA eingereisten kubanischen Schriftstellers Carlos Manuel Álvarez nutzten die kubanischen Behörden als Vorwand zur Räumung, da dieser mutmaßlich gegen die Quarantäne-Bestimmungen wegen der Corona-Pandemie verstoßen habe. Alle im Gebäude befindlichen Personen wurden zunächst festgenommen und später wieder freigelassen. Wo Luís Otero abgeblieben war, blieb bis zum Folgetag jedoch unklar.
Ziel der Proteste waren Forderungen nach Meinungsfreiheit, gegen Zensur und gegen die Räumung des Sitzes der Bewegung in Havannas Altstadt zu intervenieren.